# Thanksgiving (mini-série)
Pour les articles homonymes, voir Thanksgiving.
Thanksgiving est une mini-série de thriller psychologique française en trois épisodes de 49 minutes créée et réalisée par Nicolas Saada, diffusée le 28 février 2019 sur Arte.

## Synopsis
Vincent est concepteur de logiciels anti-virus dans une petite entreprise de technologies parisienne. À la veille de mettre en œuvre les derniers tests de Splendeur – qui constitue une révolution dans le domaine – le logiciel est piraté par des concurrents.

## Distribution
- Grégoire Colin : Vincent Mercier
- Evelyne Brochu : Louise Mercier
- Arthur Igual : Caron
- Frédéric Épaud : Rameau
- Stéphane Bak : Simon Bonneville
- Hippolyte Girardot : l'homme de Mobun
- Dominic Gould : David
- Claire Tran : Julie
- Stephen Rea : Melchior
- Nathan Rippy : Gavin
- Frederick Wiseman : John
- Alexandre Steiger : Dangin
- Scott Thrun : Bob
- Farid Elouardi : Fayed
- Mostefa Djadjam : le Prince
- Panayotis Pascot : le stagiaire
- Matthew Géczy : Cheever
- Mark Simpson : l'homme de la CIA

## Production

### Tournage
Le tournage a lieu du 6 novembre au 15 décembre 2017 à Paris et en région parisienne.
Du fait de la fin ouverte du scénario et l'envie de développer l'intrigue, le concepteur et réalisateur de la série, Nicolas Saada, envisage une suite avec une éventuelle deuxième saison en cas d'accord avec Arte.

### Fiche technique
Sauf indication contraire, les informations mentionnées dans cette section peuvent être confirmées par la base de données cinématographiques IMDb,  présente dans la section « Liens externes ».
- Titre original : Thanksgiving
- Création et réalisation : Nicolas Saada
- Scénario : Nicolas Saada et Anne-Louise Trividic
- Décors : Pascal Le Guellec[3]
- Costumes : Nathalie Raoul[3]
- Casting : Antoinette Boulat
- Photographie : Léo Hinstin
- Son : Erwan Kerzanet[3]
- Montage : Christophe Pinel
- Musique : Grégoire Hetzel
- Production : Claude Chelli
- Sociétés de production : Capa Drama ; Arte France [4] (coproductions)
- Société de distribution : Arte
- Pays d'origine :  France
- Langue originale : français, anglais[5]
- Format : couleur
- Durée : 49 minutes (par épisode)
- Dates de diffusion :
  - France : 2 mai 2018 (Festival Séries Mania) ; 21 février 2019 (internet sur Arte) ;  28 février 2019 sur Arte
  - Allemagne : 21 février 2019 (internet sur Arte) ;  28 février 2019 sur Arte

## Accueil

### Festivals et diffusions
La mini-série est sélectionnée en « compétition française » et présentée en avant-première le 2 mai 2018 au festival Séries Mania,, puis le 8 février 2019 au festival des créations télévisuelles de Luchon où elle reçoit deux prix (meilleure réalisation et meilleure musique originale).
Disponible en visionnage dès le 21 février 2019 sur le site internet d'Arte, les trois épisodes de Thanksgiving sont diffusés à la suite en première partie de soirée le 28 février 2019 sur Arte en Allemagne et en France. Ils s'intitulent Vincent, Louise et Les Masques. La série a été vue en France par 730 000 téléspectateurs soit 3,5 % de parts de marché.

### Critiques
Lors de sa présentation au Festival Séries Mania de Lille en mai 2018, Première souligne le « drôle d'objet télévisuel »que représente cette série, le magazine considérant qu'il s'agit d'un « exercice de style extrêmement bien maîtrisé plus [qu']une série à proprement parler » qu'il qualifie d'« improbable rencontre entre Bergman et John Le Carré ». Pour conclure, Première regrette le format de la mini-série assez mal adapté, selon lui, à cette histoire : « soit trop long pour être un très bon film soit trop court pour une série passionnante » générant en définitive un « sentiment de frustration ».
Au moment de sa diffusion, L'Express reçoit favorablement la série (avec une note de 12⁄20) et souligne qu'elle « ressemble moins aux canons actuels du genre (Le Bureau des légendes à Homeland), qu'au film Scènes de la vie conjugale d'Ingmar Bergman », avec une « intrigue bien ficelée » décrivant surtout « les limites des mœurs bourgeoises et étudi[ant] le délitement du couple, la pauvreté du langage, l'incommunicabilité des sentiments et les malentendus liés aux décalages culturels ». Les Inrocks notent également le ton bergmanien, mais aussi hitchcockien, de la série en soulignant pour leur part une parenté avec The Americans. Pour Jacques Morice de Télérama, au-delà de l'aspect série d'espionnage, Thanksgiving est avant tout une série sur « le devenir d'un couple franco-américain » soutenue principalement par l'interprétation du duo d'acteurs et en particulier d'Evelyne Brochu – « une révélation » – comparée et qualifiée de « blonde néo-hitchcockienne à la Tippi Hedren ». Le journal lui accorde la note de TT.

## Distinctions
La série est présentée le 8 février 2019 dans le cadre du Festival des créations télévisuelles de Luchon où elle remporte deux distinctions : le prix du meilleur réalisateur pour Nicolas Saada et le prix de la meilleure musique originale pour Grégoire Hetzel.